# شهر زمان (مسلسل)
شهر زمان مسلسل سوري دراما تشويقي يحكي عن تجار الحرب مع خط عاطفي موازي من إنتاج العام 2015.

## قصة المسلسل
تدور أحداث المسلسل في شهر واحد فقط، (محاسن) وهي أم لعائلة تهجر الريف المدمّر وتلجأ إلى قلب العاصمة، حيث تتعرّض مع عائلتها خلال الشهر لأحداث تلخّص يوميات السوريين من خطف واعتقال ومختلف مخاطر الحرب التي تعيشها البلاد، يحدث خطأ بتبادل حاسوبين محمولين بين (يوسف) و(جوري) ليكشف لنا هذا الخطأ من هم تجار الأزمة السورية، وأصحاب الفساد، تسافر (جوري) إلى البلد التي يقطن بها (يوسف) وتتزوجه لكنها تقرر العودة سريعاً فتأخذ حاسوبه بدلاً من حاسوبها وتعود إلى سوريا، وتتوالي أحداث المسلسل.

## بطولة
- سمر سامي (محاسن)
- عباس النوري (يوسف)
- ديمة قندلفت (جوري)
- نجاح سفكوني (رفيق)
- وائل رمضان (فواز)
- خالد القيش (سليمان)
- ميسون أبو أسعد (تولين)
- رنا جمول
- أندرية سكاف (مصطفي)
- رنا كرم (شمس)
- سوسن مخائيل (ليلى)
- محمد قنوع (سلطان)
- جابر جوخدار (جابر)
- سعد مينا (ليث)
- مديحة كنيفاتي (سلام)